# 33rd Street-Rawson Street
33rd Street-Rawson Street, in passato conosciuta semplicemente con il nome di Rawson Street, è una fermata della metropolitana di New York situata sulla linea IRT Flushing. Nel 2015 è stata utilizzata da 3 712 153 passeggeri.

## Storia
La stazione venne aperta il 21 aprile 1917, come parte del prolungamento della linea IRT Flushing compreso tra le stazioni di Queensboro Plaza e 103rd Street-Corona Plaza. Tra il 1955 e il 1956 le banchine della stazione furono allungate per accomodare i nuovi treni composti da undici carrozze. Nel 1998 il secondo nome Rawson Street venne rimosso dalla Metropolitan Transportation Authority dalle mappe e dalla segnaletica. Fu in seguito ripristinato nel 2004.

## Strutture e impianti
33rd Street-Rawson Street è una fermata di superficie con due banchine laterali e tre binari, i due esterni per i treni locali e quello centrale per i treni espressi. La stazione dispone di due mezzanini, costruiti all'interno della struttura in cemento del viadotto. Il primo, che ha uscite su 33rd Street, ha due gruppi separati di tornelli, uno per direzione, e non permette di conseguenza di cambiare direzione; il secondo possiede invece un collegamento tra le due banchine.
Nei muri delle banchine e del mezzanino si trovano alcune vetrate colorate che rappresentano scene di vita quotidiana del quartiere e che fanno parte di un'opera di Yumi Heo installata nel 1999 e intitolata Q is For Queens.

## Movimento
La stazione è servita dai treni della linea 7 Flushing Local della metropolitana di New York, sempre attiva.

## Interscambi
La stazione è servita da diverse autolinee gestite da MTA Bus e NYCT Bus.
- Fermata autobus